# Marcellino di Cartagine
Marcellino di Cartagine (Toledo, IV secolo – Cartagine, 13 settembre 413) è stato un diplomatico romano; è venerato come santo da tutte le Chiese che ammettono il culto dei santi.

## Agiografia
Nato a Toledo da una ricca famiglia patrizia. Fu amico di Agostino d'Ippona e in contatto epistolare con Sofronio Eusebio Girolamo. Fu tribuno dell'esercito e quindi consigliere dell'imperatore Onorio. Nel 411 venne inviato a Cartagine, presso suo fratello Aprigio proconsole d'Africa, per risolvere politicamente la crisi con i donatisti che non si riusciva a sanare.
A Cartagine, Marcellino svolgeva le mansioni di tribuno e di notaio. Padre di famiglia e cristiano, dall'amico Agostino venne definito "uomo notissimo" («fama et pietate notissimus») per la stima di cui godeva per la sua religiosità. 
Venne tenuto un sinodo presso Cartagine, presieduto da Marcellino, nel quale i vescovi riuniti (286 cattolici e 279 donatisti) ripeterono la condanna del donatismo, i vescovi cattolici chiesero ai donatisti di rientrare nella comunione dei fedeli offrendosi anche di dividere con loro la gestione di alcune chiese e, se necessario, anche di cederle loro.
I donatisti rifiutarono e, dopo un tentativo di mettere in difficoltà i due fratelli, accusandoli di corruzione e complicità con l'usurpatore Eracliano, passarono all'insurrezione aperta in armi nel 413, che venne presto domata dalle forze imperiali. Ciononostante fu emessa la sentenza di condanna a morte di Marcellino da parte del generale Marino, mandato dall'imperatore per combattere Eracliano e favorevole ai donatisti. Vano fu l'intervento di Agostino che era intervenuto presso Marino per chiedere la grazia e il generale approfittando dei suoi pieni poteri militari, si affrettò a far decapitare Marcellino prima che da Roma potesse giungere un contrordine.
L'imperatore Onorio in persona riconobbe arbitraria la sentenza e l'anno seguente l'annullò, sanzionando e approvando tutte le decisioni prese dal consigliere di Stato, mentre la Chiesa cattolica lo venerò come martire per essersi rifiutato di venire a compromessi sulla verità, anche a prezzo della vita.
Girolamo e Agostino scrissero il suo elogio funebre.
Agostino d'Ippona gli dedicò poi i suoi primi scritti contro Pelagio e il volume La città di Dio.

## Culto
Il Martirologio romano fissa la memoria liturgica al 13 settembre: "A Cartagine, nell'odierna Tunisia, san Marcellino, martire, che, tribuno e intimo amico di sant'Agostino e di san Girolamo, per l'ostilità dell'usurpatore Eracliano fu, benché innocente, ucciso dagli eretici donatisti per aver difeso la fede cattolica". La memoria, nel rito romano antico è invece fissata al 6 aprile.